# Пітайо гірський
Пітайо гірський (Silvicultrix spodionota) — вид горобцеподібних птахів родини тиранових (Tyrannidae). Мешкає в Перу і Болівії. Раніше вважався конспецифічним з сірочеревим пітайо.

## Підвиди
Виділяють два підвиди:
- S. s. spodionota (Berlepsch & Stolzmann, 1896) — центральне Перу;
- S. s. boliviana (Carriker, 1935) — південне Перу і північна Болівія.

## Поширення і екологія
Гірські пітайо живуть у вологих гірських тропічних лісах Анд та у високогірних чагарникових заростях. Зустрічаються на висоті від 1600 до 4000 м над рівнем моря.